# Пантано (Ређо Емилија)
Пантано је насеље у Италији у округу Ређо Емилија, региону Емилија-Ромања.
Према процени из 2011. у насељу је живело 84 становника. Насеље се налази на надморској висини од 653 м.